# Archer Milton Huntington

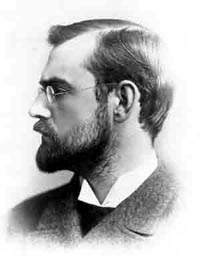
Archer M. Huntington, um 1900

Archer Milton Huntington (* 10. März 1870 in New York; † 11. Dezember 1955 in Bethel (Connecticut)) war ein US-amerikanischer Multimillionär, Philanthrop, Museumsgründer, Dichter, Bibliophiler und Hispanist.

## Leben und Werk
Archer M. Huntington war der Sohn der späteren Kunstsammlerin Arabella Huntington und Stiefsohn ihres späteren Ehemannes, des Eisenbahnmagnaten Collis P. Huntington, und dadurch bei dessen Tod 1900 als Erbe der Southern Pacific Compagny einer der reichsten Erben seiner Zeit.
Schon als Jugendlicher war Huntington auf Reisen mit seinen Eltern nach Spanien und Mexiko von der spanischen Kultur fasziniert. Er lernte Spanisch und Arabisch, sammelte mit Unterstützung seiner Eltern Bücher, Manuskripte, Münzen, Keramik und Textilien und bildete sich zum Hispanisten und Privatgelehrten heran. Die 1895 geschlossene Ehe mit einer Cousine scheiterte am Unverständnis seiner Frau für seine Studien- und Sammlerleidenschaft.
1904 gründete er die Hispanic Society of America (die 1905 die von Raymond Foulché-Delbosc herausgegebene Zeitschrift Revue Hispanique übernahm) und ließ in New York, Audubon Terrace, dafür ein Museum und eine Bibliothek errichten, später auch noch Gebäude für die American Numismatic Society (1907), die American Geographical Society (1911), die American Academy of Arts and Letters (1921–30) und 1915 bis 1922 das  Museum of the American Indian der Heye Foundation (heute Teil des National Museum of the American Indian in Washington D. C.), sowie eine Kirche, die „Our Lady of Esperanza Church“ (1909–12). Das Gebäude der Hispanic Society ließ er durch den spanischen Maler Joaquín Sorolla ausmalen.
Er gründete auch das Mariners’ Museum in Newport News und den Skulpturengarten Brookgreen Gardens in South Carolina und stiftete 1937 die Einrichtung des United States Poet Laureate.
1923 heiratete er in zweiter Ehe die Bildhauerin Anna Hyatt Huntington, die seine Neigung zur Zurückgezogenheit teilte.
Huntington veröffentlichte Gedichte auf Englisch und Spanisch. Er finanzierte zahlreiche Faksimileeditionen spanischer Texte, war Übersetzer und Herausgeber altspanischer Texte und insgesamt ein einzigartiger Förderer der Hispanistik in den Vereinigten Staaten.
Huntington war Ehrendoktor mehrerer Universitäten in den Vereinigten Staaten (u. a. Yale 1897, Harvard 1904, Columbia 1907) und in Spanien, Mitglied zahlreicher Akademien und Gesellschaften darunter der American Academy of Arts and Letters (1911), der American Academy of Arts and Sciences (1918) und der American Philosophical Society (1930), sowie Träger zahlreicher Orden. An der Universität Madrid ist ein Lehrstuhl nach ihm benannt. An der University of Texas at Austin trug die von ihm 1927 begründete Kunstsammlung seit 1980 den Namen Archer M. Huntington Art Gallery, sie wurde 1997 in Jack S. Blanton Museum of Art umbenannt. Die American Numismatic Society vergibt die Archer M. Huntington Medal, eine der höchsten Auszeichnungen auf dem Gebiet der Numismatik.

## Veröffentlichungen (Auswahl)

### Hispanistik
- (Hrsg. und Übersetzer) Poem of the Cid reprinted from the Unique Manuscript at Madrid, with translation and notes. 3 Bände, New York 1897–1902 (Nachdrucke 1908, 1921, 1965)
- A Note-book in Northern Spain. New York 1898 (Nachdruck La Coruña 2011) (Reisebericht)
- Collection of Spanish Documents Manuscripts in the British Museum. New York 1903
- Initials and miniatures of the IXth, Xth and XIth centuries, from the Mozarabic manuscripts of Santo Domingo de Silos in the British Museum. New York 1904

### Gedichte

#### Englisch
- The Lace Maker of Segovia, New York 1928
- The ladies of Vallbona, London 1934
- A Flight of birds, New York 1938
- Spain and Africa, New York 1943
- Turning pages, New York 1950
- Collected verse, New York 1953
- The torch bearers, New York 1955

#### Spanisch
- Rimas, New York 1936
- Recuerdos, New York 1949
- Versos, New York 1952